# Vixen (banda)
Vixen es una banda estadounidense de hard rock y glam metal fundada en 1980 en Saint Paul, Minnesota. Su época de mayor auge tuvo lugar a finales de los ochenta, gracias a los álbumes Vixen de 1988 y Rev It Up de 1990, con los que lograron poner cuatro temas en el top 40 de los Billboard Hot 100. Sin embargo y debido a la irrupción del grunge, la banda tomó la decisión de separarse en 1991 después de no poder conseguir apoyo discográfico ni la atención de los medios.
En 1997, Roxy Petrucci y Janet Gardner refundaron la agrupación con nuevas integrantes, de cuyo período fue publicado su tercer disco de estudio, Tangerine. Luego de una corta gira promocional, la banda volvió a separarse después de que Jan Kuehnemund las demandara por no cumplir con la marca registrada. A principios del nuevo milenio Vixen volvió a los escenarios, siendo Jan la única de la alineación clásica en participar, que dio como resultado la publicación de su cuarto álbum Live & Learn y de su primer disco en vivo Extended Versions, ambos editados en 2006.
En octubre de 2013 Jan Kuehnemund falleció tras luchar durante nueve meses contra un cáncer de mama, hecho que estuvo a punto de propiciar el fin de la banda. Sin embargo, en diciembre del mismo año Roxy, Janet, Share Pedersen y Gina Stile reformaron la agrupación para continuar con el legado de su fallecida fundadora.

## Historia

### Inicios
Se fundó en 1980 por la guitarrista Jan Kuehnemund en la ciudad de Saint Paul, que las convirtió en la primera banda cien por ciento femenina de Minnesota. Por error algunos medios, como el sitio Allmusic, han establecido su fundación en 1981 en Los Ángeles, California, pero dicha información fue desmentida por la propia guitarrista. En 1984 y luego de varios cambios en su alineación, donde se integraron la cantante Janet Gardner y la bajista Pia Maiocco, aparecieron en la película cómica Hardbodies interpretando a la banda de ficción Diaper Rash, siendo esta su primera presentación de importancia en los medios. Al año siguiente y con la escena del glam metal masificada en el mercado estadounidense, decidieron viajar a Los Ángeles en busca de una oportunidad discográfica.

### Éxito comercial y la primera separación

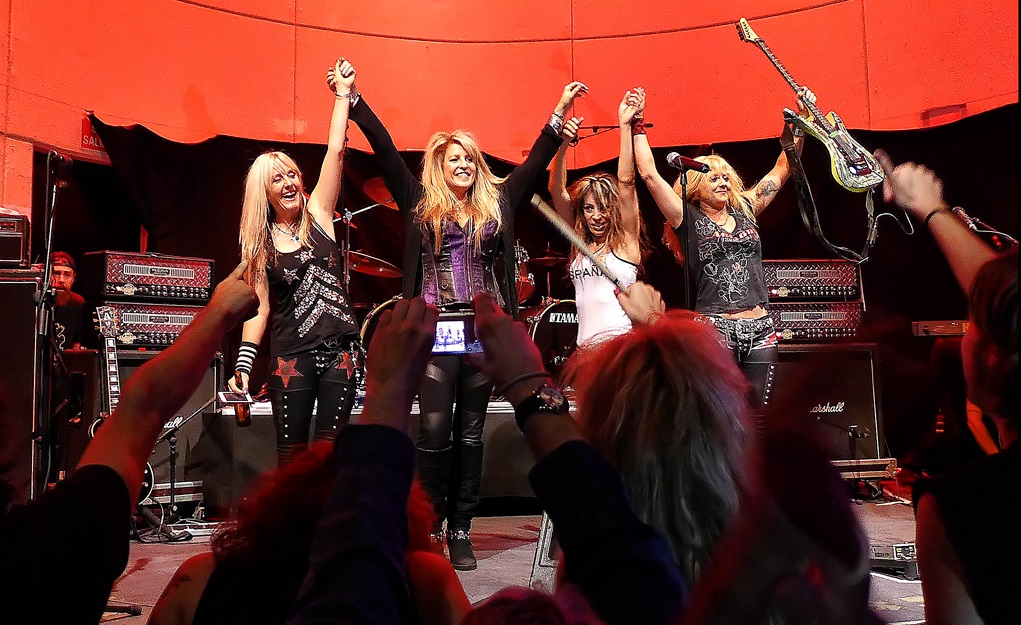
Vixen en vivo en 2014

Entre 1985 y 1986, lograron un gran reconocimiento en los bares del Sunset Strip de Los Ángeles gracias a su estilo y por ser una de las pocas bandas femeninas en las diversas tocatas. En 1987 y con la incorporación de Roxy Petrucci en la batería y de Share Pedersen en el bajo, se creó la alineación clásica de la banda. En el mismo año fueron entrevistadas por la directora de cine Penelope Spheeris para el documental The Decline of Western Civilization Part II: The Metal Years, que contó con apariciones de otros grupos como Kiss, Ozzy Osbourne, W.A.S.P. y Alice Cooper, solo por mencionar algunos.
Dicha aparición en el documental llamó la atención de EMI Records, quienes las contrataron y lanzaron en 1988 el álbum debut Vixen que recibió gran apoyo de los críticos y que alcanzó el puesto 41 en los Billboard 200. Gracias en parte a los sencillos «Edge of Broken Heart» y «Cryin'», al año siguiente obtuvo disco de oro en su propio país, tras superar las quinientas mil copias vendidas. Para promocionarlo, salieron de gira con los alemanes Scorpions y luego con sus compatriotas Bon Jovi durante los años 1988 y 1989. A mediados de ese año retornaron a los estudios para grabar el álbum Rev It Up lanzado en julio de 1990 y que se posicionó en el puesto 52 en los Estados Unidos y en el top 20 en la lista UK Albums Chart del Reino Unido. Del trabajo destacaron los sencillos «Love is a Killer» y «How Much Love» que alcanzaron buenas posiciones en las listas musicales estadounidenses, y que les permitió salir de gira como teloneros de Deep Purple y Kiss.
Debido a la irrupción del grunge y del rock alternativo a principios de la década de los noventa, la escena glam decayó drásticamente, lo que propició que muchas bandas desaparecieran de los medios. Por ello, Vixen al no alcanzar el interés de las casas discográficas, ni menos de radios y canales de televisión, decidieron modificar su sonido, que provocó varias diferencias musicales entre sus integrantes que finalmente conllevó a su separación a mediados de 1991.

### Primera reunión
En 1997, Roxy decidió reformar la agrupación con Janet en la voz y en la guitarra rítmica, Gina Stile en la guitarra líder y con Rana Ross en el bajo. Esta nueva alineación giró por varias semanas de 1997 en los Estados Unidos y al año siguiente grabaron el tercer álbum Tangerine, con un sonido alejado del glam metal y más cercano al grunge, motivo por el cual no obtuvo recepción positiva de sus fanáticos ni menos en las listas musicales. Para la gira promocional por los Estados Unidos se integró como bajista Maxine Petrucci, hermana de Roxy, pero al poco tiempo Roxy recibió una demanda de infracción a la marca por parte de Jan, que no autorizó el uso del nombre ni las canciones de la banda, que provocó nuevamente la separación de la agrupación a mediados de 1999.

### Segunda reunión

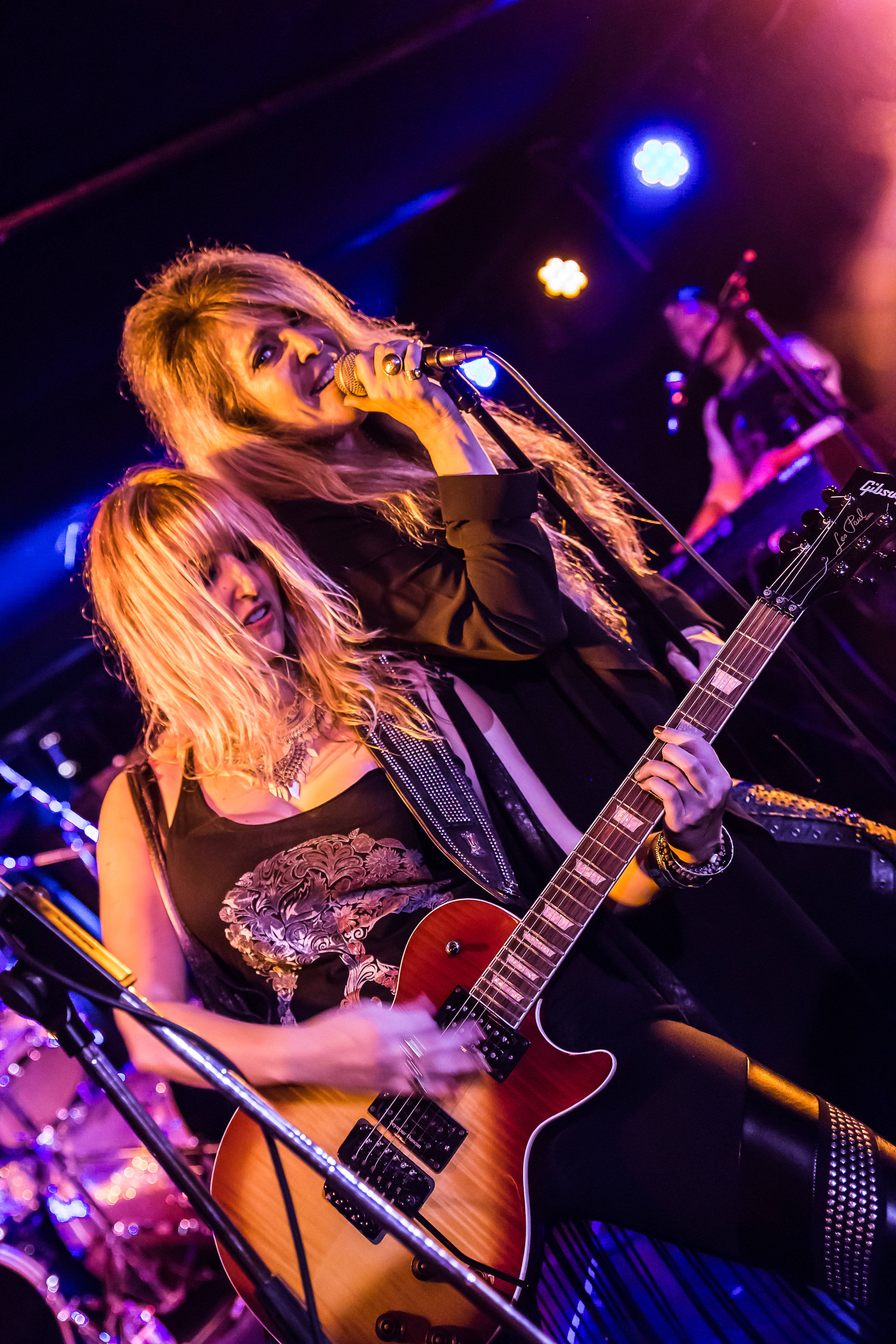
Janet Gardner y Britt Lightning en Stuttgart en 2018

En 2001, Jan junto con Janet, Roxy y la nueva bajista Pat Holloway reformaron la banda por segunda vez para salir de gira en el Voices of Metal Tour por los Estados Unidos, junto a artistas como Mötley Crüe, Ratt y Slaughter, entre otros. A mediados de dicho tour los problemas entre ellas nuevamente aparecieron provocando la salida de Roxy, Janet y Pat. Para reemplazarlas Jan reclutó a la cantante Jenna Sanz-Agero, Lynn Louise Lowrey en el bajo y a Kathrin "Kat" Kraft en la batería para culminar las últimas fechas.
En 2004 la alineación clásica consistente en Jan, Roxy, Janet y Share se reunieron para el programa de televisión Bands Reunited del canal VH1 y con ello además, el sello Capitol de EMI aprovechó de relanzar los discos Vixen y Rev It Up. Aun así la reunión solo fue para el programa, ya que ninguna de ellas quería volver a trabajar juntas. A mediados del mismo año Jan decidió reunir a Jenna, Lynn y a Kathrin para salir de gira por varias ciudades de Estados Unidos y de Europa. Al año siguiente, participaron en el festival Sweden Rock Festival, donde grabaron el disco en vivo Extended Versions que fue publicado en 2006. En ese mismo año, lanzaron al mercado el cuarto álbum de estudio, Live & Learn que recibió positivas críticas e incluso una nominación a los Independent Music Awards en la categoría mejor álbum de hard rock y metal. Durante los siguientes años dieron una serie de presentaciones en su propio país, abriendo los conciertos de grupos como Dokken y compartieron escenario en varios festivales con Twisted Sister, Girlschool e Yngwie Malmsteen, entre otros.

### El fallecimiento de Jan Kuehnemund y el presente
A fines de 2012 Jan planeó reunir la alineación clásica con Janet Gardner, Share Pedersen y Roxy Petrucci, quienes por aquel tiempo formaron la agrupación JSRG, con la compañía de Gina Stile. Sin embargo, en enero de 2013 y a solo días de hacer público la reunión, Kuehnemund fue diagnosticada con cáncer. Tras ello, el anuncio fue retrasado de forma indefinida hasta que Jan estuviese sana de su enfermedad, pero por desgracia y luego de nueve meses de batallar contra el cáncer, Jan falleció el 10 de octubre de 2013 con solo 51 años de edad. 
En diciembre de 2013, las tres integrantes de la clásica alineación refundaron la banda con la ayuda de Gina, para continuar con el legado de su fallecida fundadora. Luego de dar varios conciertos por Europa y en los Estados Unidos durante el 2014, Roxy aseguró en una entrevista que la banda trabajaría en un nuevo álbum de estudio, donde una de sus canciones estaría dedicada a Jan Kuehnemund. En marzo de 2017, Gina Stile fue sustituida por Britt Lightning, anterior guitarrista de la banda femenina Jaded. El 16 de enero de 2019, Janet confirmó que abandonó Vixen para siempre, y el 22 de enero, Lorraine Lewis de Femme Fatale, otra banda femenina desde 2013 hasta su disolución posterior de 2019 que fue contemporánea de Vixen durante la década de 1980, fue nombrada como su reemplazo.

## Miembros

Lorraine Lewis voz (2019–presente)
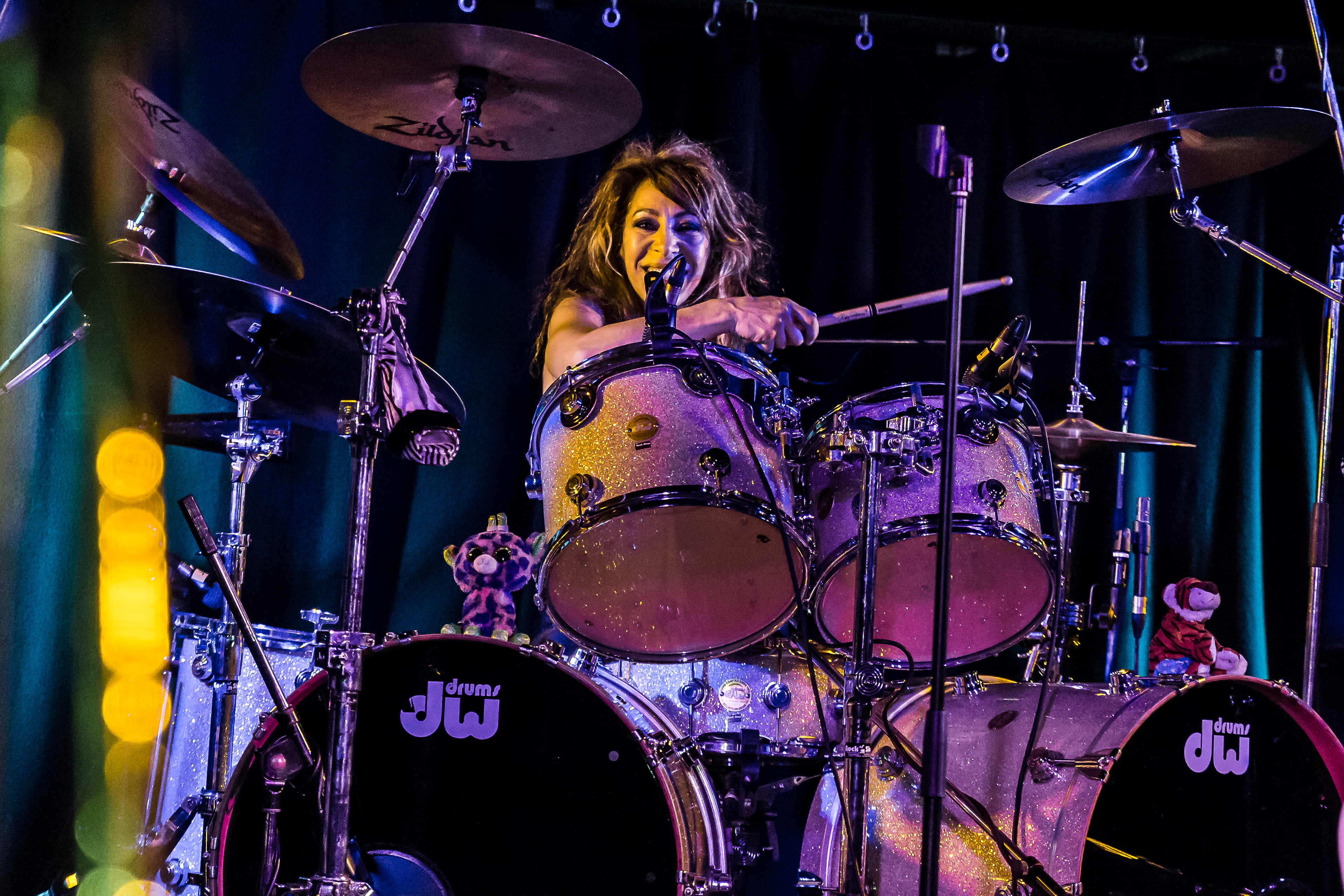
Roxy Petrucci batería y coros (1986-1991, 1997-1998, 2001, 2004, 2013-presente)
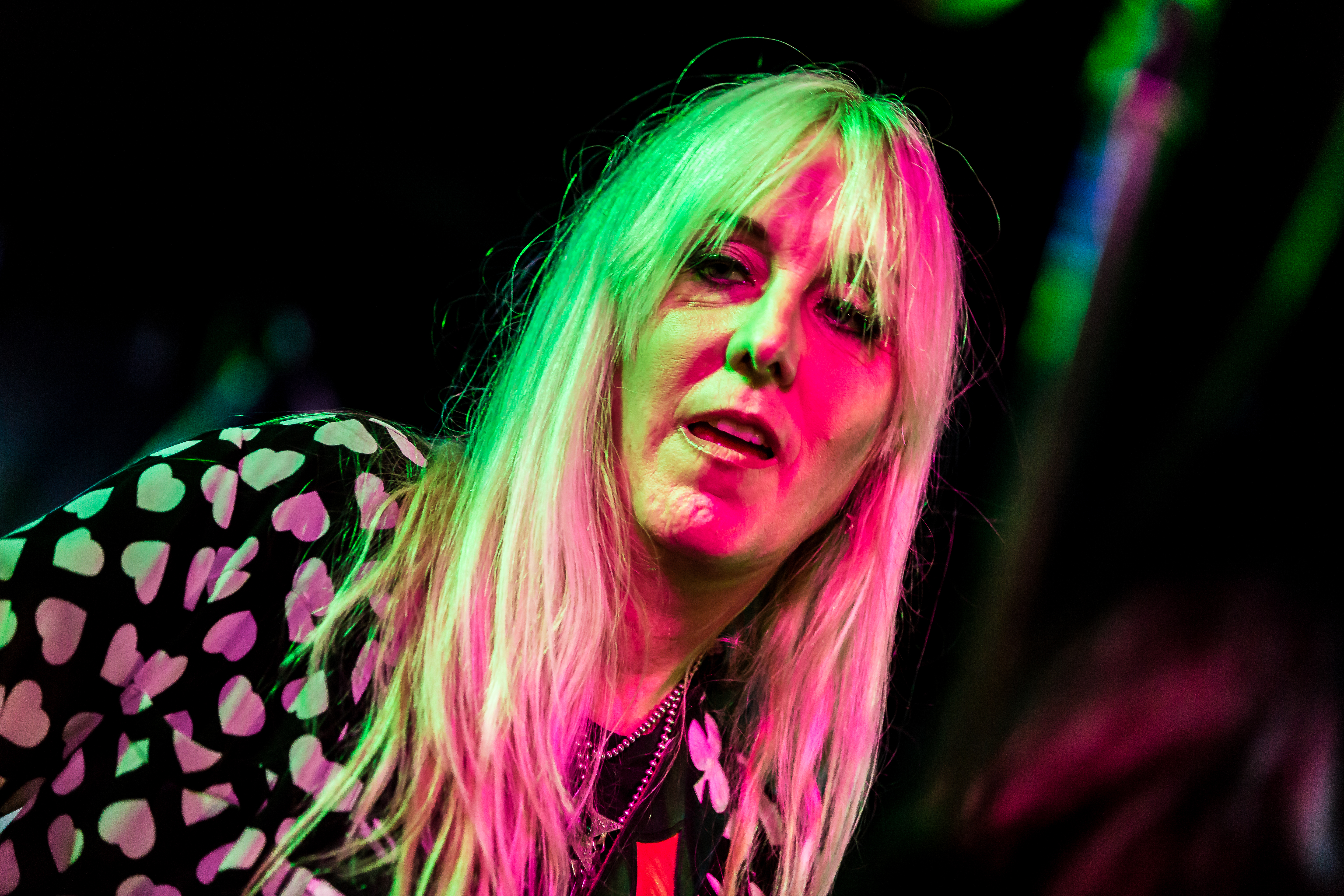
Share Ross bajo y coros (1987-1991, 1997-1998, 2004, 2013-presente)
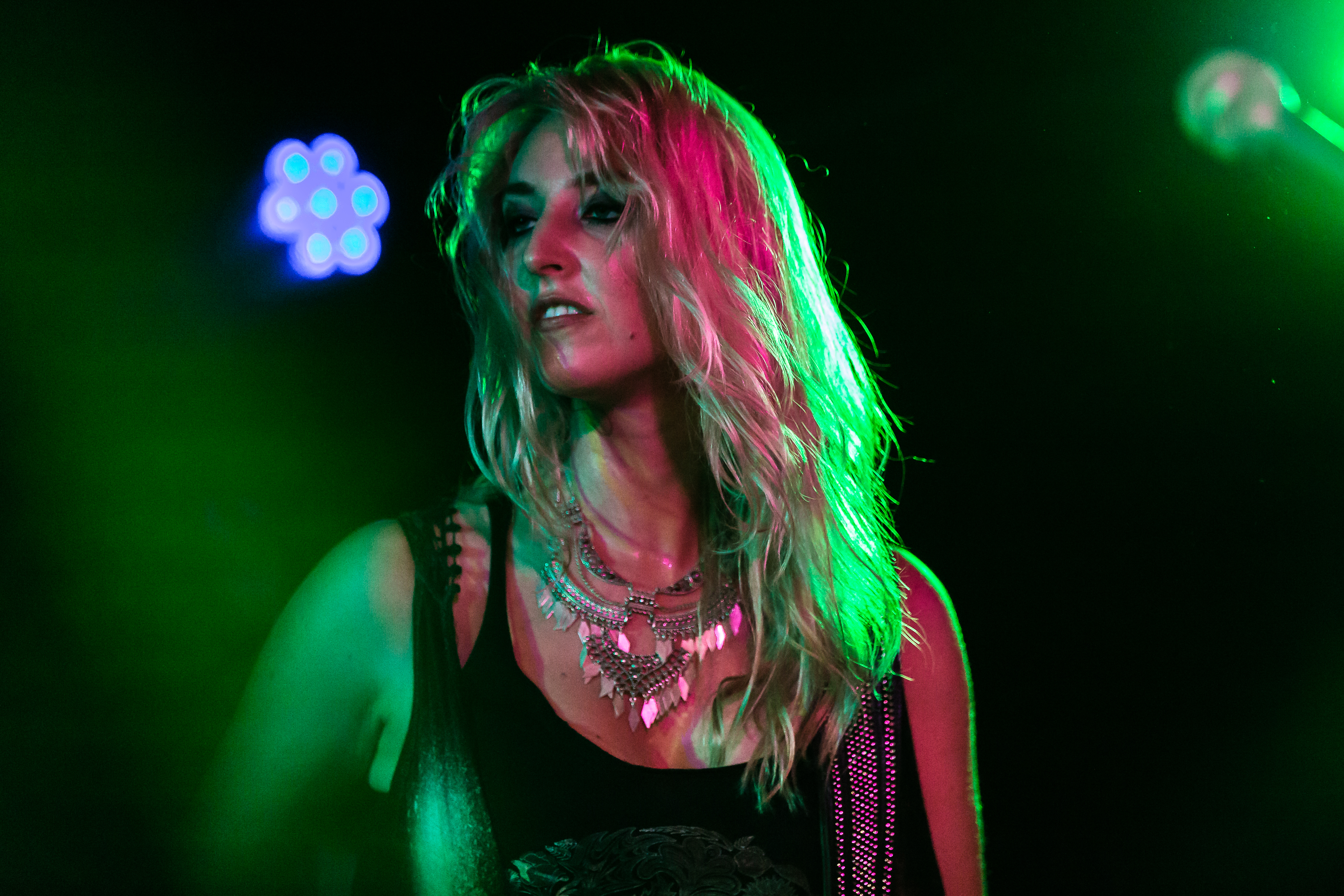
Britt Lightning guitarra eléctrica y coros (2017-presente)

### Antiguos miembros
- Jan Kuehnemund: guitarra eléctrica y coros (1980-1991, 2001-2013) (fallecida en 2013)
- Janet Gardner: voz, guitarra rítmica y pandereta (1983-1991, 1997-1998, 2001, 2004, 2013-2019)
- Gina Stile: guitarra eléctrica (1997-1998, 2013-2017)
- Noelle Bucci: voz (1983)
- Jenna Sanz-Agero: voz (2001, 2004-2006)
- Laurie Hedlund: batería (1980-1986)
- Gayle Erickson-DeMatoff: bajo (1980-1983)
- Liza Carbé: bajo (1983)
- Pia Maiocco: bajo (1984-1986)
- Rana Ross: bajo (1997-1998) (fallecida en 2003)
- Maxine Petrucci: bajo (1998)
- Pat Halloway: bajo (2001)
- Lynn Louise Lowrey: bajo (2001, 2004-2006)
- Kathrin "Kat" Kraft: batería (2001, 2004-2006)
- Cindy Boettcher: teclados (1980-1983) (fallecida en 2014)

## Discografía

### Álbumes de estudio
- 1988: Vixen
- 1990: Rev It Up
- 1998: Tangerine
- 2006: Live & Learn

### Álbumes en vivo
- 2006: Extended Versions
- 2018: Live Fire

### Recopilatorios
- 1999: Full Throttle
- 2018: Rare Vintage